# Susan Haack
Susan Wendy Haack, angleška filozofinja, * 23. julij 1945.
Deluje kot zaslužna profesorica s področja humanistike, višja profesorica umetnosti in znanosti ter profesorica filozofije in prava na Univerzi v Miamiju. Piše o logiki, jeziku filozofije, spoznavni teoriji in metafiziki. Njen pragmatizem sledi tistemu Charlesa Sandersa Peirce. Veliko uspeha si je pridobila na področju odkrivanja teorije dokazov. Pri svojem raziskovanju je upoštevala znanstveno metodo in metafizične teorije.

## Življenje
Susan Haack je bila rojena v Buckinghamshire in obiskovala običajno britansko osnovno šolo. Bila je edina v njeni družini, ki se je odločila za nadaljnji študij in uspešno opravila izpite za sprejem na Oxford. V Oxfordu je študirala na St Hilda's College, kjer je bila njena prva profesorica filozofije Jean Austin, vdova J. L. Austin. Kasneje je diplomirala na Univerzi v Oxfordu in Univerzi v Cambridgeu. Kot častni član je bila izvoljena v Phi Beta Kappu. Za podiplomski študij si je izbrala politiko, filozofijo in ekonomijo. Sprva jo je bolj privlačila politika, vendar se je kljub spodbudam svojega mentorja, bolj navdušila nad filozofijo.
Študirala je Platona skupaj s filozofom Gilbertom Ryleom in logiko s filozofom Michaelom Dummettom. Delovala je na številnih univerzah, med drugi tudi kot profesorica filozofije na Univerzi v Warwicku, preden je prevzela sedanje mesto na Univerzi v Miamiju.
Haack o svoji karieri trdi, da je zelo neodvisna. Namesto, da bi sledila filozofskim trendom, išče vprašanja, za katera meni, da so pomembna. Od svoje univerze ne sprejema raziskovalnih ali potovalnih sredstev in sama se izogiba objavam v revijah. Meni, da njena odločna neodvisnost prinaša ceno, vendar si z njo zasluži tudi svobodo v tem pomenu, da lahko brez samocenzure naredi najboljše delo in komunicira s širšo publiko.

## Ideje
Susan Haack je leta 1993 napisala svoj najpomembnejši prispevek filozofiji, knjigo z naslovom Evidence and Inquiry, v kateri je opisana epistemološka teorija, ki se imenuje "foundationalism". S teorijo se je poskusila izogniti logičnim problemom obeh, foundamentalizma (ta je dovzeten za neskončno regresijo) in koherentizma (ta je dovzeten za krožnost). Fundamentalizem je nazor, ki zahteva popolno privrženost načelom določene ideologije oz. religije. Koherenca pomeni usklajenost, torej koherentizem je teorija, ki je v skladu s celoto vseh njenih medsebojno usklajenih prepričanj. To idejo ilustrira z metaforo križanke. Poenostavljeno, poiskati odgovor s pomočjo namigov je analogno temeljnemu viru (utemeljen je z empiričnimi dokazi). Prepričati se, da so besede medsebojno razumne je analogno utemeljitvi s skladnostjo. Obe komponenti sta potrebni pri utemeljitvi znanja.
Napisala je igro "We Pragmatists" Peirce and Rorty in Conversation, ki je sestavljena le iz citatov obeh filozofov. Sama je odigrala vlogo Pierca, ter objavila živahen esej v reviji New Criterion, kjer je izjemoma vzela številne poglede Rortyja, še posebej njegovo trditev, da je nekakšen pragmatist. Haack je sicer ostra kritičarka ameriškega filozofa Richarda Rotryja. V delu Manifesto of a Passionate Moderate je Haack zelo kritična glede stališča, da obstaja posebna ženska perspektiva na logiko in znanstveno resnico ter je kritična do feministične epistemologije. Meni, da so številne feministične kritike znanosti in filozofije preveč zaskrbljene zaradi politične korektnosti. O resnici oziroma pragmatizmu in veljavnosti je Haack razpravljala tudi na predavanju o šestih znakih Scientizma oziroma znanstvenosti, ki je bil tudi javno objavljen.
Haack opisuje svojo knjigo Defending Science – Within Reason: Between Scientism and Cynicism, ki je bila napisana leta 2003, kot obramba znanstvene poizvedbe z zmernega stališča. Med intervjujem z D.J. Grothe, iz preiskovalnega centra je Haack povedala, da tisti na skrajni levici menijo, da je znanost retorika, ki jo motivira moč ali politika. Mnenje Haack o preiskavi je, da dobri dokazi, zvočne metode, pregled in povezovanje novih odkritij v kolektivno sfero človeškega znanja, so znaki močne preiskave. Trdi tudi, da kljub temu da lahko številni naredijo kvalitetno preiskavo, ima skupnost znanstvenikov številne pripomočke, ki so prinesli veliko koristi človeštvu in ki pomagajo spodbujati verodostojnost znanosti. Ti pripomočki in pomoč pa niso dostopni tistim, ki se ukvarjajo z individualno preiskavo. Ko je bila vprašana, o tem, kako se odziva na paranormalne oziroma nadnaravne trditve, je Haack označila podpornike takih trditev kot ljudi, ki imajo težka bremena dokazov. Namesto, da te trditve označuje kot pseudoznanost, je priznala, da so te stvari lahko zelo resne, vendar pa bi potrebovali neverjetne dokaze, ki bi morali ustrezati najbolj upravičeni znanstveni teoriji o obstoju stvari. V tem intervjuju je Haack odgovorila tudi na vprašanje o verski povezavi z znanostjo. Strinja se s tem, da je velika napetost med obema. Med tem, ko je navajala njeno nesoglasje z britanskim filozofom religije Richardom G. Swinburnom in Stephenom Jay Gouldom, se je sklicevala na določeno poglavje njene knjige za celovito razumevanje njenega mnenja o tej zadevi.
V sorodnem 10. poglavju Defending Science se Haack ne strinja z Gouldovo trditvijo, da imata znanost in religija različna področja, ki se ne prekrivajo med seboj (NOMA). Haack se tudi ne strinja s Swinburnom. Verjame, da med tem ko znanstveniki, zgodovinarji in detektivi igrajo pomembno vlogo v znanstveni poizvedbi, je teologi ne. Haack je predstavila kako religija in znanost trdita o tem kakšen je svet. Znanost in religija razlagata kaj bi lahko pripeljalo do boljšega človeškega stanja, s čimer Haack potrdi, da znanost in religija ne uživata lastnega ločenega prostora. Opozarja na področja predhodne in sedanje religiozne trditve o naravnem vesolju, ki jih močno zavračajo najboljše ugotovitve znanosti. Prav tako meni, da je obilo polemik in neodgovorjenih vprašanj v moderni znanosti. Svojo obrambo za znanstveno poizvedbo povzema s tem, da trdi, da se ne opravičuje za ohranjanje največjega občudovanja za tiste, ki imajo veselje do upravljanja svojih misli, ne glede na to, v katero smer jih to pelje, za tiste katerih hudičeva dejanja s svojim umom, brez omejitev, je točka časti.
Pisala je za revijo Free Inquiry in za Council for Secular Humanism. Delo Susan Haack je bilo pregledano in citirano v popularnem tisku, kot na primer The Times Literary Supplement, ter tudi v akademskih revijah.

## Dela
o Defending Science - within Reason: Between Scientism And Cynicism (dostopna na Google Books)
o (Described by Hilary Putnam as "both a fine introduction a...)
o Deviant Logic, Fuzzy Logic: Beyond the Formalism (dostopna na Google Books)
o Evidence and Inquiry: A Pragmatist Reconstruction of Epistemology (dostopna na Google Books)
o Evidence Matters: Science, Proof, and Truth in the Law (dostopna na Google Books)
o ( Initially proposed as rivals of classical logic, altern...)
o Manifesto of a Passionate Moderate: Unfashionable Essays (dostopna na Google Books)
o Putting Philosophy to Work: Inquiry and Its Place in Culture -- Essays on Science, Religion, Law, Literature, and Life (dostopna na Google Books)
o (Sweeping in scope, penetrating in analysis, and generousl...)